# Ahmed Saadaoui
Ahmed Saadaoui (arabe : أحمد سعداوي), né en 1957 à Mahdia, est un historien, archéologue et universitaire tunisien spécialiste de l'époque moderne.

## Biographie
Après des études d'histoire à l'université de Tunis et d'archéologie islamique à l'université Panthéon-Sorbonne, il commence sa carrière universitaire comme assistant en 1989, maître-assistant en 1992 puis maître de conférences entre 2001 et 2006 à la faculté des lettres, des arts et des humanités de La Manouba (ar). Il y devient ensuite professeur d'histoire et d'archéologie,.
Membre du laboratoire d'archéologie et d'architecture maghrébines, il est également membre du comité scientifique de plusieurs revues académiques.
Ses travaux traitent l'histoire des villes andalouses du Maghreb et l'architecture nord-africaine de l'époque ottomane.

## Publications
- Testour du XVIIe au XIXe siècle : histoire architecturale d'une ville morisque de Tunisie, La Manouba, Faculté des lettres de La Manouba, 1996, 558 p. (ISBN 978-9973900807).
- Tunis, ville ottomane : trois siècles d'urbanisme et d'architecture, Tunis, Centre de publication universitaire, 2001, 472 p. (ISBN 978-9973370235)[4].
- Tunis, architecture et art funéraires : sépultures des deys et des beys de Tunis dans la période ottomane, Tunis, Centre de publication universitaire, 2010, 496 p. (ISBN 978-9973375865).
- Tunis au XVIIe siècle : des actes de Waqf de l'époque des deys et bey mouradites, Tunis, Centre de publication universitaire, 2011.